# 古特博恩
古特博恩（德語：Guteborn）是德国勃兰登堡州的市镇，隶属于上施普雷瓦尔德-劳西茨县，总面积为16.69平方千米，截至2023年12月31日总人口为520人。